# Bobby Bazini
Bobby Bazini (né Bobby Bazinet, le 6 mai 1989) est un auteur-compositeur-interprète canadien originaire de Mont-Laurier au Québec (Canada).

## Biographie

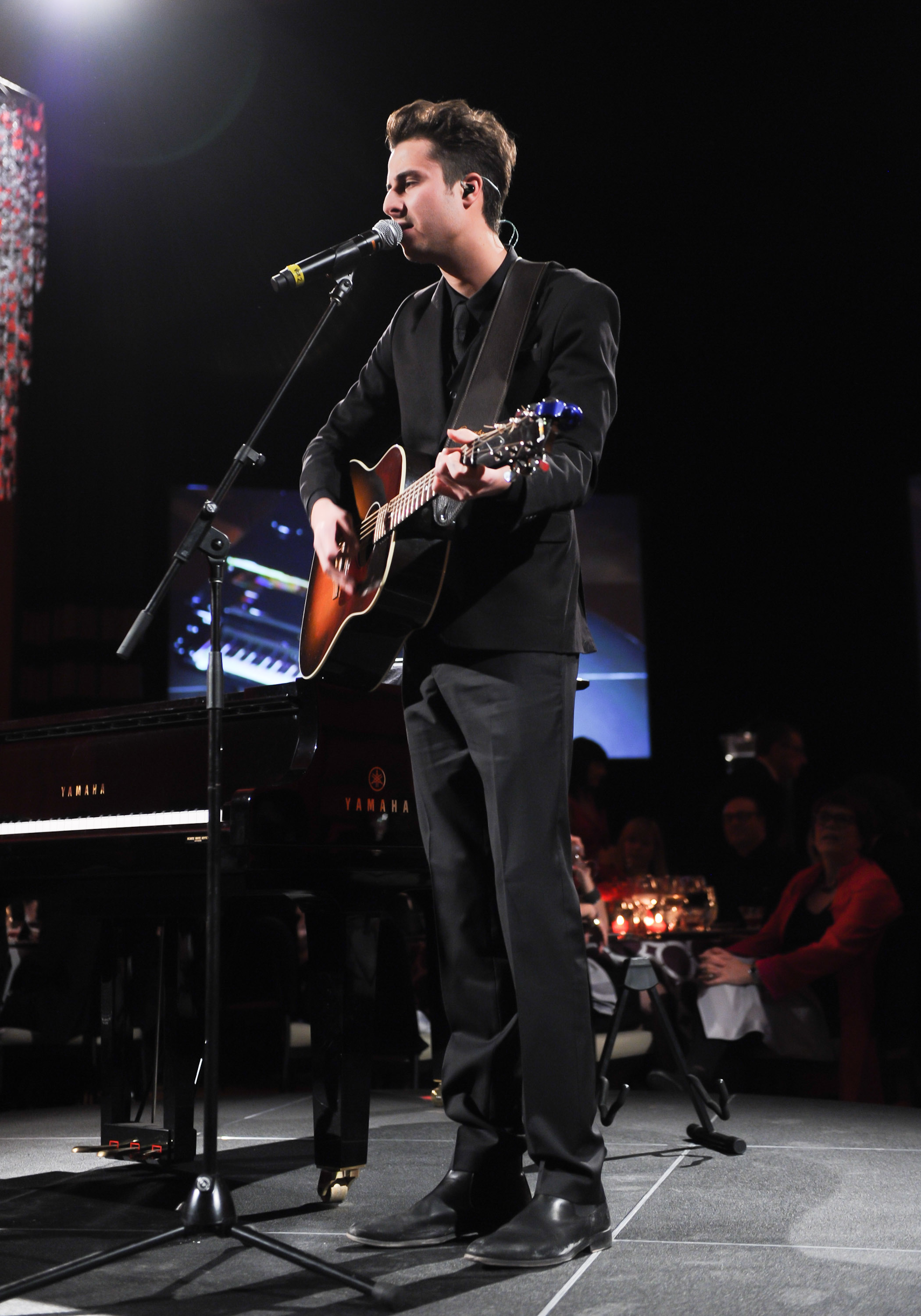
En 2014

### Better In Time (2009)
Il naît sous le nom de Bobby Bazinet, qu'il changera en début de carrière pour Bazini, ayant l'ambition d'une carrière internationale. Il passe son enfance à Mont-Laurier accompagné de sa famille, entre autres ses trois frères, Gabriel Bazinet, Kevin Bazinet. Il baigne dans un univers musical. Son père guitariste et sa mère chanteuse constituent sa première influence à la musique folk et country. Il se met à la guitare et au chant. Adolescent, il est marqué par le divorce de ses parents, et décide d'aller vivre chez sa grand-mère Louise, ne désirant pas choisir entre ses deux parents. Louise, fan d'Elvis Presley, le pousse à persévérer dans la musique. Il découvre chez elle une vieille collection de vinyles de Johnny Cash. C'est en les écoutant qu'il prend la décision d'adopter la musique comme mode d'expression. Sa grand-mère raconte qu'il commence alors à écrire ses premières chansons,,.
Influencé par Johnny Cash, Marvin Gaye, Otis Redding et Bob Dylan, il développe son style et sa voix typée, haut placée, qui est comparée à celle de Paolo Nutini,. Il commence à donner des représentations dans Les Laurentides, sa région natale, et reçoit des invitations pour participer à des festivals. En 2007, il est remarqué par le directeur d'une station de radio locale, qui fait alors parvenir des extraits de ses chansons à un découvreur de talents québécois, Daniel Bideau,,. Daniel Bideau et Bobby Bazini se rencontrent en 2008 et Daniel Bideau devient son manager.
Il signe avec le label québécois Mungo Park Records. Son premier single, I Wonder, devient tête des ventes au Canada, et reste huit semaines dans le top 3 du palmarès de l'ADISQ. Bobby Bazini passe alors chez Warner Music, séduit par I Wonder, et qui achète les droits de son premier album Better in Time. L'album devient disque d'or,,,.
Le 5 mai 2010, la veille de son 21e anniversaire, Bazini fait une apparition sur les chaînes du réseau public France 2, France 3 et France 4, où il chante à l'émission Taratata. La semaine suivante, il se rend à Amsterdam pour donner une représentation privée aux patrons des 28 filiales du Groupe Warner Music qui s'apprêtent à commercialiser son premier album dans autant de pays,.

### Where I Belong (2014)
Il connaît des difficultés avec son agent, ce qui l'empêche de sortir un nouvel album, puis passe sous contrat avec Universal Music. Son deuxième album, Where I Belong, sort en 2014 et se retrouve en tête du palmarès canadien des albums en juin 2014. Il en vend cette année là plus de 100 000 unités, surpassant tous les autres artistes canadiens.

### Summer is gone (2016)
Pour son troisième album, Bobby Bazini compose la plupart de ses chansons avec d'autres musiciens, alors qu'il composait auparavant seul. Il se rend ainsi à Nashville, Londres et Los Angeles pour créer de nouvelles chansons via diverses collaborations. Il travaille notamment avec Chris Stapleton, Brendan Benson, avec les collaborateurs d'Adele, Sia, ou encore Ed Sheeran. L'album sort fin 2016.
Dans cet album, il rend hommage à Leonard Cohen, qu'il apprécie, dans une chanson du même nom. La chanson est enrichie de cordes, comporte des arrangements dépouillés et des voix féminines. Il envoie cette chanson à Adam Cohen, le fils de Léonard Cohen, qui s'éteindra peu après,,.

### Move away (2020)
Son quatrième album est éclectique, travaillé avec une dizaine de réalisateurs et enregistré dans une demi-douzaine de studios à Londres, Montréal, Berlin, Los Angeles, Toronto... Dans cet album, il collabore notamment avec le guitarise brésilien Pedro Vito, qui a réalisé et joué sur quatre chansons. Comme source d'inspiration, il cite l'album You Want It Darker de Leonard Cohen, ainsi que les musiciens Michael Kiwanuka et Marvin Gaye,,.

## Discographie
- Février 2010: I Wonder - Sing

- 15 janvier 2020 : Move Away, par Bobby Bazini

1. Under the weight
2. Choose you
3. Love & alcohol

## Récompenses
- Gala de l'ADISQ 2024 : Nomination pour Album de l'année – Anglophone pour l'album Pearl[25]